# Torneo de Halle 2016
El Gerry Weber Open 2016 es un torneo de tenis jugado en césped al aire libre. Esta fue la 24ª edición del Gerry Weber Open, y forma parte de la gira mundial ATP World Tour 2016 en la categoría ATP 500 series. Se llevó a cabo en Halle, Alemania, del 13 de junio al 19 de junio de 2016.

## Cabezas de serie

### Individual
| Tenista               | Ranking | Preclasificada |
| Roger Federer         | 3       | 1              |
| Kei Nishikori         | 6       | 2              |
| Dominic Thiem         | 7       | 3              |
| Tomáš Berdych         | 8       | 4              |
| David Goffin          | 11      | 5              |
| David Ferrer          | 14      | 6              |
| Viktor Troicki        | 21      | 7              |
| Philipp Kohlschreiber | 26      | 8              |

- Ranking del 6 de junio de 2016

### Dobles
| Tenista                     | Ranking | Preclasificada |
| Bob Bryan Mike Bryan        | 9       | 1              |
| Łukasz Kubot Alexander Peya | 37      | 2              |
| Raven Klaasen Rajeev Ram    | 45      | 3              |
| Henri Kontinen John Peers   | 48      | 4              |

## Campeones

### Individual masculino
Florian Mayer venció a  Alexander Zverev por 6-2, 5-7, 6-3

### Dobles masculino
Raven Klaasen /  Rajeev Ram  vencieron a  Lukasz Kubot /  Alexander Peya por 7-6(5), 6-2